# Mala Hlumcea, Iemilciîne
Mala Hlumcea (în ucraineană Мала Глумча) este localitatea de reședință a comunei Mala Hlumcea din raionul Iemilciîne, regiunea Jîtomîr, Ucraina.

## Demografie
Componența lingvistică a localității Mala Hlumcea
     Ucraineană (99,87%)
     Alte limbi (0,13%)
Conform recensământului din 2001, majoritatea populației localității Mala Hlumcea era vorbitoare de ucraineană (99,87%), existând în minoritate și vorbitori de alte limbi.